# Aalborg Arena Park
El Aalborg Portland Park, también conocido como Aalborg Stadion, es un estadio de fútbol ubicado en la ciudad de Aalborg, Dinamarca. El estadio inaugurado en 1960 posee una capacidad para 13 800, y es utilizado por el club Aalborg BK que disputa la Superliga danesa.
El estadio albergó una de las sedes de la Eurocopa Femenina 2001 y también fue sede de la Eurocopa Sub-21 de 2011.